# 김남순
김남순(金南順, 1980년 5월 7일 ~ )은 대한민국의 양궁 선수이다.

## 같이 보기
- 궁술
- 대한민국 양궁 선수 목록